# 下坂美織
下坂 美織（しもさか みおり、1987年7月7日 - ）は、日本棋院東京本院所属の囲碁女流棋士。北海道帯広市出身。

## 略歴
- 囲碁愛好家の父に教えられ、小学校2年生から囲碁を始める[1]。
- 1998年、帯広市立啓西小学校5年時に、少年少女囲碁大会全国大会小学生の部に出場し、5位となる[2]。
- 1999年、同6年時に、全道女流囲碁選手権で優勝。最年少記録を達成する。少年少女囲碁大会小学生の部に出場し、初戦で内田修平に勝つも、2回戦で熊本秀生に敗退[3]。
- 2000年、帯広市立第五中学校1年時に、アミノアップ杯争奪全道アマ本因坊戦で優勝。少年少女囲碁大会中学生の部に出場も、途中敗退[4]。
- 2001年、同2年時に、全道女流囲碁選手権で優勝。少年少女囲碁大会全国大会中学生の部に出場も、途中敗退[5]。全日本女流アマチュア囲碁選手権大会では、5回戦まで進出する[6]。
- 2002年、同3年時に、少年少女囲碁大会全国大会に出場も、途中敗退[7]。
- 2003年、函館白百合高校に進学し1年時に、全国高校囲碁選手権大会個人女子で優勝[8]。全日本女流アマチュア囲碁選手権大会でも優勝を果たす[9]。
- 2004年、全国高校囲碁選手権大会個人女子で2連覇を果たす[10]。女流棋士採用試験では、予選敗退に終わる[11]。
- 2005年、全国高校囲碁選手権大会個人女子で大会史上初の3連覇を目指すも、準優勝に終わる[12]。（同様に高津昌昭に大会史上初の男子個人戦3連覇が掛かっていたが、こちらは達成された）。女流棋士採用試験では、予選敗退に終わる[13]。
- 2006年、早稲田大学教育学部へ進学し、囲碁部に入り全日本女子学生本因坊決定戦で準優勝。（優勝は王景怡（法政大学））[14] 女流棋士採用試験では、本戦入りも兆乾の5位に終わる[15]。
- 2007年、全日本大学囲碁選手権で、早稲田大学を優勝に導く全勝[16]。全日本女流アマ囲碁選手権大会では、7位に終わる[17]。全日本女子学生本因坊決定戦では、準優勝[18]。女子学生本因坊が辞退したため出場した、全日本学生囲碁十傑戦で6位[19]。
- 2008年、全日本大学囲碁選手権はプレーオフで慶應義塾大学に敗れ出場ならず。全日本女流アマ囲碁選手権大会では、準優勝[20]。全日本女子学生本因坊決定戦では、3位に終わる[21]。
- 2009年、女流棋士採用試験に臨み1位の成績で、念願のプロ入りを決める[22]。北海道出身の女流棋士の第一号・現高校囲碁選手権大会個人女子の部優勝者では初の日本棋院でプロとなる[23]。（現高校囲碁選手権では関西棋院所属の井上綾子がいる）第35期新人王戦本戦入り。
- 2010年、NHK杯の棋譜読み上げ係を務める。
- 2011年、第15期女流棋聖戦本戦入り。第6回若鯉戦（公式戦）本戦入り。
- 2012年、NHK杯の司会に就任。その後2014年度まで3年間司会を務めた。第16期女流棋聖戦本戦入り（2期連続）。第38期新人王戦シード棋士として、本戦出場(3期ぶり)。
- 2015年、人工知能学会全国大会でコンピュータ囲碁の「Zen」に3子局のハンデを与え対局。中押し勝ちを収め、棋士がまだコンピュータに対して明確に優位な立場にあることを示した[24]。
- 2016年、大学時代の友人である一般人男性と入籍。

## 昇段・良績
- 2009年 初段
- 2011年 二段
- 2017年 三段 [25]